# Polona
Polona - Thư viện kỹ thuật số Ba Lan, nơi cung cấp sách số, tạp chí, đồ họa, bản đồ, âm nhạc, tờ rơi và bản thảo từ các bộ sưu tập của Thư viện Quốc gia Ba Lan và các tổ chức hợp tác. Nó bắt đầu hoạt động vào năm 2006.

## Bộ sưu tập
Tính đến ngày 12 tháng 10 năm 2017 đã có 2016037 đầu sách, trong đó 863400 thuộc phạm vi công cộng. Mỗi ngày, Polona bổ sung tới 2.000 đối tượng số hóa. Truy cập vào tài liệu có bản quyền có sẵn tại các phòng đọc của Thư viện Quốc gia Ba Lan tại Warsaw hoặc trong Ba Lan thông qua hệ thống thư viện Academica. 

## Polona/2milions
Vào ngày 2 tháng 10 năm 2017, một phiên bản mới của Polona đã được ra mắt trong sự kiện có tên Polona / 2milions. Cái tên kỷ niệm hơn 2 triệu đồ vật có sẵn ở Polona trong thời gian đó. Chiếc rương với đống tro tàn của các bản in và bản thảo cổ xưa được người Đức đốt cháy sau khi cuộc nổi dậy Warsaw sụp đổ năm 1944 được xếp vào loại vật thể thứ 2 triệu. Chúng ban đầu từ Thư viện Krasnoyinski trên đường Okólnik 9 ở Warsaw.
Polona/2milions giới thiệu một số chức năng như tìm kiếm nâng cao, bảng điều khiển báo chí hoặc bộ sưu tập cá nhân. Trong năm 2017, kế hoạch mở rộng thêm thư viện kỹ thuật số Polona đã được công bố trong dự án dịch vụ điện tử OMNIS nhằm tạo ra"Polona cho các thư viện"và"Polona cho các nhà khoa học".

## Patrimonium
Từ tháng 1 năm 2017, tài nguyên Polona được tăng lên nhờ triển khai dự án"Patrimonium - số hóa và phát hành di sản quốc gia Ba Lan từ các bộ sưu tập của các thư viện Quốc gia và Jagiellonia".

## Thể chế
Polona không chỉ giới thiệu các bộ sưu tập của Thư viện Quốc gia Ba Lan, mà cả các bộ sưu tập của Viện Quốc gia Fryderyk Chopin, Thư viện Czartoryski, Bảo tàng Dân tộc học ở Warsaw và các thư viện khác.